# Forêt de Naliboki
La forêt de Naliboki est une forêt située à l'Ouest de la Biélorussie.
C'est un écosystème complexe qui a été longtemps été exploité par l'homme, et où le lynx et l'ours avait disparu. Une série de protections y ont été mises en place et il y est de nos jours interdit d' y chasser. On y trouve désormais une faune riche, avec des castors, des élans, des aigles, des cigognes, etc. 
Pendant la Seconde Guerre mondiale, le groupe de partisans Bielski s'était réfugié dans cette forêt pour échapper aux nazis.